# Deanna Stellato-Dudek
Deanna Stellato-Dudek (* 22. Juni 1983 in Park Ridge als Deanna Stellato) ist eine US-amerikanische Eiskunstläuferin, die zurzeit im Paarlauf antritt. Mit Nathan Bartholomay vertrat sie die USA, seit 2019 tritt sie mit Maxime Deschamps für Kanada an. Zuvor war sie im Einzellauf angetreten. Sie ist die Weltmeisterin im Paarlaufen des Jahres 2024. Ihre Wettbewerbskarriere unter den Erwachsenen erstreckt sich – mit Unterbrechung – über 22 Jahre.

## Sportliche Karriere

### Karriere als Einzelläuferin
Deanna Stellato-Dudek begann 1989 im Alter von acht Jahren mit dem Eiskunstlauf nach dem Vorbild ihrer Schwester. Sie verfolgte zunächst eine Karriere im Einzellauf. Bei ihrem Debüt bei den nationalen Meisterschaften der Erwachsenen in der Saison 1999/2000 belegte sie den 9. Platz. In derselben Saison gewann sie das Grand-Prix-Finale der Junioren und die Silbermedaille bei den Eiskunstlauf-Juniorenweltmeisterschaften. In der folgenden Saison erhielt sie ihre erste Einladung in die Grand-Prix-Serie, wo sie bei Skate Canada den 5. Platz erreichte. Aufgrund wiederholter Verletzungen gab sie ihre Wettbewerbskarriere auf.

### Rückkehr im Paarlauf mit Bartholomay
Nach einer 16-jährigen Pause – im Alter von 32 Jahren – begann Stellato-Dudek wieder intensiv zu trainieren und an ihren Dreifachsprüngen zu arbeiten. Obwohl sie keine Erfahrung im Paarlauf hatte, entschloss sie sich auf Anraten ihrer früheren Trainerin Cindy Watson-Caprel zu einem Probetraining mit Nathan Bartholomay, der eine neue Partnerin suchte. Sie beschlossen, zusammen zu trainieren, und traten ab der Saison 2016/17 gemeinsam an. Stellato-Dudek war zu diesem Zeitpunkt mit 34 Jahren die zweitälteste Eiskunstläuferin im internationalen Wettbewerb, nach der Britin Zoe Jones, die ebenfalls kürzlich vom Einzellauf zum Paarlauf gewechselt war, und vor der nur unwesentlich jüngeren Aljona Savchenko.
Bei ihren ersten US-amerikanischen Meisterschaften belegten Stellato-Dudek und Bartholomay den 4. Platz, in den folgenden Jahren gewannen sie zweimal in Folge die Bronzemedaille. Bei den Vier-Kontinente-Meisterschaften 2018 belegten sie den 5. Platz. Bei den Eiskunstlauf-Weltmeisterschaften 2018 erreichten sie im Kurzprogramm jedoch nur den 17. Platz und konnten sich knapp nicht für die Kür qualifizieren.
Zu Anfang der folgenden Saison waren sie in der ISU-Challenger-Serie erfolgreich: Sie gewannen die Silbermedaille beim Ondrej Nepela Memorial, beim Golden Spin of Zagreb of Zagreb und der Nebelhorn Trophy jeweils die Bronzemedaille. Beim Grand-Prix-Wettbewerb in Finnland belegten sie den 6. Platz; vom Cup of Russia mussten sie sich zurückziehen. Nach dem Ende der Saison 2018/19 beendeten Stellato-Dudek und Bartholomay ihre Partnerschaft.

### Paarlauf mit Deschamps
Zur Saison 2019/20 ließ sich Stellato-Dudek vom US-amerikanischen Verband entlassen, um eine Partnerschaft mit dem Kanadier Maxime Deschamps einzugehen und mit ihm für Kanada anzutreten. Bei ihren ersten gemeinsamen Kanadischen Meisterschaften im Jahr 2020 belegten sie den 6. Platz, 2022 gewannen sie die Bronzemedaille.
Seit der Saison 2021/22 vertritt das Paar Kanada auch international. Stellato-Dudek und Deschamps belegten beim Warsaw Cup den 6. Platz, beim Autumn Classic International erreichten sie 4. Platz mit weniger als einem Punkt Abstand zum drittplatzierten Paar Cain/Leduc. Bei den Vier-Kontinente-Meisterschaften 2022 wurden sie Vierte.
2022 gewannen Stellato-Dudek und Deschamps die Nebelhorn Trophy mit einer persönlichen Bestleistung von 192,74 Punkten. In die Grand-Prix-Serie, in die sie zum ersten Mal eingeladen waren, starteten sie mit ihrer Teilnahme am Wettbewerb Skate America, wo sie die Silbermedaille gewannen. In Kombination mit einer Goldmedaille beim Grand Prix de France qualifizierten sie sich für das Grand-Prix-Finale, wo sie den 4. Platz belegten. Sie gewannen eine Bronzemedaille bei den Vier-Kontinente-Meisterschaften 2023. Bei den Weltmeisterschaften 2023 erreichten sie den 4. Platz.

## Persönliches
Nachdem sich Stellato-Dudek im Alter von 17 Jahren aus dem Wettbewerb zurückgezogen hatte, beendete sie die Schule und arbeitete danach in einem Zentrum für Schönheitschirurgie, dessen Managerin sie wurde. Sie hatte immer den Plan, zum Eiskunstlauf zurückzukehren, und erwog eine Karriere als Kampfrichterin, bevor sie sich zu ihrem Comeback als Sportlerin entschloss.
Deanna Stellato heiratete 2013 Michael Dudek und führt seitdem den Doppelnamen Stellato-Dudek.